# Wesoła (województwo podkarpackie)
Wesoła – wieś w Polsce, położona w województwie podkarpackim, w powiecie brzozowskim, w gminie Nozdrzec. Wieś leży nad lewobrzeżnym dopływem Sanu – Baryczką.
W latach 1975–1998 miejscowość należała administracyjnie do województwa krośnieńskiego.

## Integralne części wsi
| SIMC    | Nazwa       | Rodzaj     |
| ------- | ----------- | ---------- |
| 0358121 | Baranów     | część wsi  |
| 0358138 | Barszczówki | część wsi  |
| 0358144 | Dział       | część wsi  |
| 0358167 | Magierów    | przysiółek |
| 0358150 | Niemcówki   | część wsi  |
| 0358173 | Podlesie    | przysiółek |
| 0358180 | Ryta Górka  | przysiółek |
| 0358196 | Ujazdy      | przysiółek |

Przysiółki Ujazdy i Ryta Górka tworzą osobne sołectwo o nazwie: Wesoła-Ujazdy, Ryta Górka.

## Historia
Z terenu Węgier pochodzi zapewne neolityczny miedziany topór.
W połowie XIX wieku właścicielami posiadłości tabularnej w Wesołej byli spadkobiercy Piotra Gwozdeckiego.

## Zabytki
Obiekty wpisane do rejestru zabytków nieruchomych województwa podkarpackiego:
- zespół kościoła pw. św. Katarzyny,
  - dzwonnica,
  - kapliczka w ogrodzeniu I,
  - kapliczka w ogrodzeniu II,
  - kapliczka w ogrodzeniu III,
  - kapliczka w ogrodzeniu IV.

W miejscowości ma swoją siedzibę parafia św. Katarzyny należąca do dekanatu Dynów. Kościół konsekrowany w 1891 r., a na tyłach kościoła w murowanej dzwonnicy znajduje się gotycki dzwon z XVI wieku. Budowniczymi świątyni byli: Jan Malinowski z Dukli i Maksymilian Paczoszyński z Czech. W latach 1889–1890 świątynia była odnawiana.
W 1982 roku zrealizowano we wsi przy współudziale jego mieszkańców serial telewizyjny Popielec.